# 리비히 냉각기

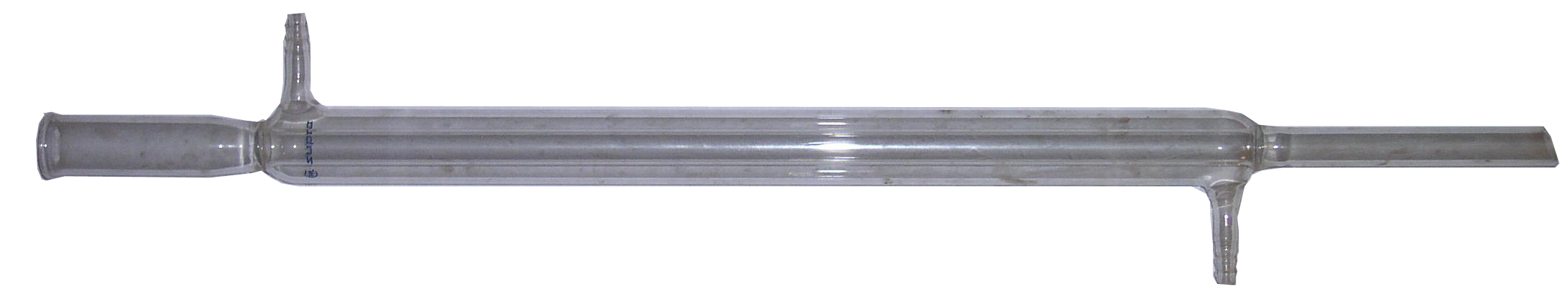
리비히 냉각기

리비히 냉각기 또는 리비히 콘덴서(/ˈliːbɪɡ/, Liebig condenser)는 실험실 장비의 일부로, 워터 재킷으로 둘러싸인 유리관으로 구성된 냉각기이다.
증류와 같은 일반적인 실험실 작업에서 이 냉각기는 레토르트 스탠드에 수직 또는 비스듬한 방향으로 고정된다. 일부 액체의 뜨거운 증기는 내부관의 상단으로 유입되어 더 차가운 벽과 접촉하여 응축된다. 물(또는 다른 유체)은 재킷 내에서 지속적으로 순환하여 응축 증기에 의해 방출된 기화열을 제거하여 관을 액체의 끓는점 아래로 유지한다. 응축된 액체는 내부관의 하단에서 떨어진다.
리비히 냉각기는 환류 또는 속슬레 추출 작업에도 사용할 수 있지만 다른 냉각기 유형이 이러한 작업에 더 적합하다. 이 용도에서는 냉각기가 끓는 액체와 함께 수용기 위에 수직으로 유지된다. 증기는 하단 끝을 통해 내부관으로 유입되고 응축된 액체는 동일한 구멍을 통해 다시 떨어지며, 관 상단은 일반적으로 대기에 열려 있다.